# Delta (Luisiana)
Delta é uma vila localizada no estado americano de Luisiana, na Paróquia de Madison.

## Demografia
Segundo o censo americano de 2000, a sua população era de 239 habitantes.
Em 2006, foi estimada uma população de 231, um decréscimo de 8 (-3.3%).

## Geografia
De acordo com o United States Census Bureau tem uma área de
8,1 km², dos quais 7,7 km² cobertos por terra e 0,4 km² cobertos por água.

## Localidades na vizinhança
O diagrama seguinte representa as localidades num raio de 32 km ao redor de Delta.